# Liochthonius clavatus
Liochthonius clavatus är en kvalsterart som först beskrevs av Forsslund 1942.  Liochthonius clavatus ingår i släktet Liochthonius och familjen Brachychthoniidae. Inga underarter finns listade i Catalogue of Life.